# Sergey Lipinets
Sergey Lipinets (Martuk, República Socialista Soviética de Kazajistán, 23 de marzo de 1989) es un boxeador kazajo-ruso. Desde noviembre de 2017, es el campeón mundial de la IBF del peso superligero.

## Biografía y carrera en kickboxing
Lipinets nació en Martuk, Kazajistán, pero se mudó a Rusia a la edad de 9 años. [2] Lipinets compitió originalmente como kickboxer, ganando medallas en competiciones como el 2012 W.A.K.O. Campeonatos Europeos y los Juegos Mundiales de Combate 2013.

## Carrera en el boxeo
Después de una breve carrera de boxeo aficionado que acabó con un récord 35-5, Lipinets se convirtió en profesional en el 2014. Después de ganar 10 combates, Lipinets se enfrentó a Lenny Zappavigna en una eliminatoria del IBF. El ganador se convertiría en el retador obligatorio del campeón de la FIB, el ganador de una pelea en abril de 2017 entre Ricky Burns y Julius Indongo. Lipinets demostró ser demasiado para Zappavigna, ya que este último cayó durante la ronda 5 antes de ser contados después de una recta directa de Lipinets en la ronda 8. Ambos luchadores sufrieron varios cortes durante la pelea.
Después de la victoria de Indongo sobre Burns, Lipinets intentó comenzar las negociaciones con el campeón de la FIB. Sin embargo, la FIB le otorgó a Indongo una excepción que le permite unificar todos los títulos importantes de peso wélter ligero contra Terence Crawford. Después de la victoria de Crawford sobre Indongo, la FIB ordenó a Crawford defender su título contra Lipinets. Lipinets declaró que el título de la IBF fue "robado de él". Como Crawford no planeaba regresar al ring antes de la fecha límite de la FIB, dejó vacante el título de la FIB solo 11 días después de derrotar a Indongo.
La FIB ordenó a Lipinets enfrentar a Akihiro Kondo por el título vacante. La pelea se finalizó para el 4 de noviembre, en la cartelera de una pelea de Deontay Wilder. El evento fue televisado en Showtime. Lipinets se convirtió en el campeón de la FIB, ganando por decisión unánime (118-110, 117-111, 117-111). La decisión fue abucheada al ser anunciada, pero varios medios de comunicación la calificaron para Lipinets, aunque en tarjetas más cercanas. Lipinets conectó golpes al cuerpo de Kondo a menudo durante toda la pelea, pero Kondo no se inmutó por los golpes. Kondo siguió entrando y saliendo de Lipinets en la ronda 5. Lipinets fue cortado por un choque accidental de cabeza a mitad de la pelea.

## Récord profesional
| 17 Victorias (13 KOs), 2 Derrotas, 1 Empate |        |                   |      |               |            |                                                               |                                                                |
| Res.                                        | Récord | Oponente          | Tipo | Rd., Tiempo   | Datos      | Localidad                                                     | Notas                                                          |
| Victoria                                    | 17–2–1 | Omar Figueroa Jr. | RTD  | 8 (12), 3:00  | 20-08-2022 | Seminole Hard Rock Hotel & Casino, Hollywood, Florida         | Ganó el título WBC Silver en el peso superligero.              |
| Derrota                                     | 16–2–1 | Jaron Ennis       | KO   | 6 (12), 2:33  | 10-04-2021 | Mohegan Sun Arena, Uncasville, Connecticut                    |                                                                |
| Empate                                      | 16–1–1 | Custio Clayton    | MD   | 12            | 24-10-2020 | Mohegan Sun Arena, Uncasville, Connecticut                    | Por el título interino de la IBF del peso wélter.              |
| Victoria                                    | 16–1   | Jayar Inson       | TKO  | 2 (10), 0:57  | 20-07-2019 | MGM Grand, Las Vegas                                          |                                                                |
| Victoria                                    | 15–1   | Lamont Peterson   | TKO  | 10 (12), 2:59 | 24-03-2019 | MGM National Harbor, Oxon Hill, EE. UU.                       |                                                                |
| Victoria                                    | 14–1   | Erick Bone        | MD   | 10            | 04-08-2018 | Nassau Coliseum, Uniondale, Nueva York, EE. UU.               |                                                                |
| Derrota                                     | 13–1   | Mikey Garcia      | UD   | 12            | 10-03-2018 | Alamodome, San Antonio, Texas, EE. UU.                        | Pierde el título mundial de la IBF del peso superligero.       |
| Victoria                                    | 13–0   | Akihiro Kondo     | UD   | 12            | 04-11-2017 | Barclays Center, Nueva York, Nueva York, EE. UU.              | Gana el título mundial vacante de la IBF del peso superligero. |
| Victoria                                    | 12–0   | Clarence Booth    | TKO  | 7 (8), 1:33   | 04-03-2017 | Barclays Center, Nueva York, Nueva York, EE. UU.              |                                                                |
| Victoria                                    | 11–0   | Lenny Zappavigna  | KO   | 8 (12), 1:23  | 10-12-2016 | Galen Center, Los Ángeles, California, EE. UU.                |                                                                |
| Victoria                                    | 10–0   | Walter Castillo   | TKO  | 7 (10), 2:45  | 15-07-2016 | Horseshoe Casino, Tunica, Misisipi, EE. UU.                   |                                                                |
| Victoria                                    | 9–0    | Levan Ghvamichava | KO   | 5 (10), 1:40  | 15-03-2016 | Robinson Rancheria Resort & Casino, Nice, California, EE. UU. |                                                                |
| Victoria                                    | 8–0    | Haskell Rhodes    | UD   | 10            | 30-10-2015 | The Venue at UCF, Orlando, Florida, EE. UU.                   |                                                                |
| Victoria                                    | 7–0    | Kendal Mena       | TKO  | 3 (8), 1:40   | 08-07-2015 | B.B. King Blues Club, Nueva York, Nueva York, EE. UU.         |                                                                |
| Victoria                                    | 6–0    | Cosme Rivera      | TKO  | 9 (10), 2:59  | 13-03-2015 | A La Carte Pavillion, Tampa, Florida, U.S.                    | Gana el título vacante WBC Latino del peso superligero.        |
| Victoria                                    | 5–0    | Ernie Sanchez     | KO   | 8 (10), 0:48  | 28-11-2014 | Luzhniki Palace of Sports, Moscú, Rusia                       |                                                                |
| Victoria                                    | 4–0    | Daniel Lomeli     | TKO  | 7 (8), 1:45   | 27-09-2014 | Dynamo Palace of Sports, Moscú, Rusia                         |                                                                |
| Victoria                                    | 3–0    | Rynell Griffin    | TKO  | 3 (6), 2:36   | 18-07-2014 | Quiet Cannon, Montebello, California, EE. UU.                 |                                                                |
| Victoria                                    | 2–0    | Dzemil Cosovic    | KO   | 4 (6), 1:52   | 30-05-2014 | Luzhniki Palace of Sports, Moscú, Rusia                       |                                                                |
| Victoria                                    | 1–0    | Franklin Varela   | UD   | 6             | 25-04-2014 | Dynamo Palace of Sports, Moscú, Rusia                         |                                                                |